# Esprit Doutre
Pour les articles homonymes, voir Doutre.
Esprit Doutre est un homme politique français né le 1er juillet 1811 à Lyon (Rhône) et décédé le 3 août 1874 à Paris 2e.

## Biographie
Il est fils de Louis Doutre, joaillier et d’Élisabeth Bidon, il épouse Marie-Louise-Antoinette Doutey le 8 mai 1852 à Paris
Ouvrier typographe, il est délégué par les lyonnais pour l'inauguration, en 1840, de la statue de Gutenberg à Strasbourg. Il est député du Rhône de 1848 à 1851, siégeant à l'extrême gauche, au groupe de la Montagne. Sous le Second Empire, il entre dans les bureaux du comptoir national d'escompte.
Il est inhumé au cimetière de Montmartre (1re division), sur la tombe on lit difficilement :

« Typographe - Ancien commissaire extraordinaire - Ancien représentant du Peuple - Aux assemblées Constituante et Législative - de 1848-1849 - Né à Lyon le 1er juillet 1811 - Décédé à Paris le 3 août 1874 »

## Sources
- « Esprit Doutre », dans Adolphe Robert et Gaston Cougny, Dictionnaire des parlementaires français, Edgar Bourloton, 1889-1891 [détail de l’édition]
- Biographie par Vapereau « Dictionnaire universel des contemporains ; Gustave Vapereau ; 1865 » Gallica
- Son portrait sur le site de la bibliothèque de Bordeaux, lithographe par Soulange-Teissier